# نناد ساکیچ
نناد ساکیچ (صربی: Nenad Sakić؛ زادهٔ ۱۵ ژوئن ۱۹۷۱) بازیکن سابق و مربی فوتبال اهل صربستان است.
از باشگاه‌هایی که در آن بازی کرده‌است می‌توان به باشگاه فوتبال ستاره سرخ بلگراد، باشگاه فوتبال لچه، و باشگاه فوتبال سمپدوریا اشاره کرد.
وی همچنین در تیم ملی فوتبال صربستان و مونته‌نگرو بازی کرده‌است.